# Spencer Haywood
Spencer Haywood (Silver City, 22 de abril de 1949) es un exjugador de baloncesto estadounidense, cuya trayectoria profesional discurrió en los años 70. Disputó 13 temporadas como profesional, una de ellas en la ABA y el resto en la NBA, midiendo 203 cm.

## Trayectoria deportiva

### High School y Universidad
En 1964 se trasladó con su familia a Detroit, Míchigan, jugando en el instituto Pershing High School, al cual llevó en 1967 a ganar el campeonato estatal, primera vez que un centro público lo ganaba en 37 años en el estado de Míchigan. Su único año como universitario transcurrió en la Universidad de Detroit Mercy, donde promedió unos espectaculares 32,1 puntos y 22,1 rebotes, lo cual le hizo ser incluido en el equipo estadounidense que ganaría el oro en los Juegos Olímpicos de México 1968.

### Profesional
Comenzó su carrera profesional en los Denver Rockets de la liga ABA, con los que promedió 30,1 puntos y 13,5 rebotes en su única temporada, lo que le hicieron ser merecedor de los títulos de Rookie del año y MVP de la liga. Fue elegido al año siguiente por los Buffalo Braves en el Draft de la NBA de 1971, pero tras una disputa en los despachos, acabó jugando en los Seattle Supersonics. Allí obtuvo excelentes promedios, siendo elegido en 4 ocasiones para participar en el All-Star Game. Fue traspasado a New York Knicks, donde permaneció durante 3 temporadas y media, siendo traspasado a los New Orleans Jazz, a mediados de la temporada 1978-79. Al finalizar ese año, recayó en el equipo de Los Angeles Lakers, donde en su única temporada en dicho equipo obtuvo su único anillo de Campeón de la NBA, al lado de jugadores tan importantes como Magic Johnson y Kareem Abdul-Jabbar. Sus dos últimos años como profesional en Estados Unidos transcurrieron en los Washington Bullets.
En 1977 se casó con la supermodelo Iman, tuvieron una hija al año siguiente y en 1987 se separaron.

## Logros personales
- All Star en 5 ocasiones (1 en la ABA).
- MVP y Rookie del Año de la ABA en 1970.
- Campeón de la NBA en 1980.
- Elegido en 2 ocasiones en el mejor quinteto de la NBA.